# Marmite en fonte
Une marmite en fonte est un récipient métallique destiné à la cuisson des aliments, ainsi qu'au chauffage de l'eau.

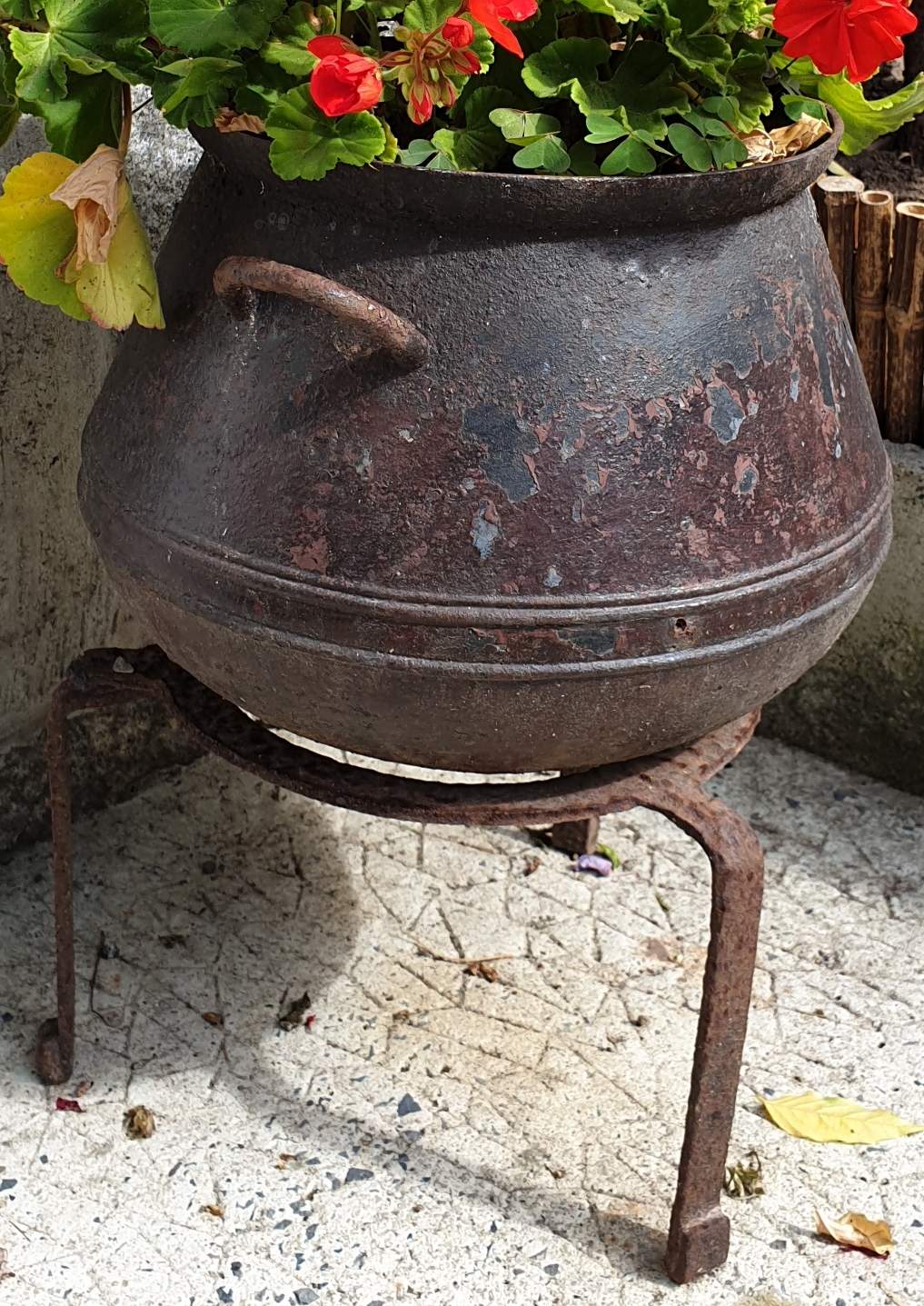
Marmite en fonte sur trépied en fer forgé. Type à fond arrondi, courant en Europe au XIXe siècle et au début du XXe.

## Marmite en fonte de fer
Depuis le XVIIIe siècle, les chaudrons et marmites ont été couramment réalisés en fonte de fer. Munis de trois pieds massifs et d'un arceau dans leur partie supérieure, ces ustensiles étaient conçus pour être suspendus dans l’âtre, au-dessus du feu. Le couvercle lui-même pouvait recevoir des braises. Leur volume excédait rarement une douzaine de litres et leur fond était ordinairement arrondi.

## Marmite en aluminium

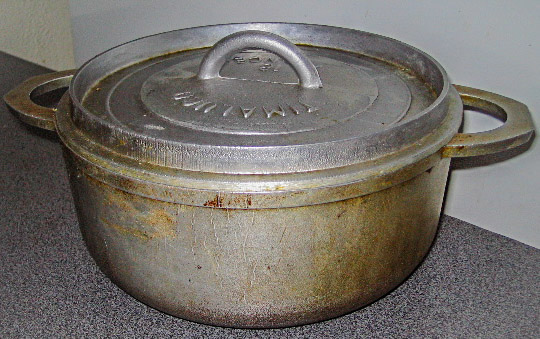
Une marmite réunionnaise en aluminium moulé

Les marmites en aluminium moulé ou fonte d'aluminium sont habituellement équipées de deux poignées latérales, sur le modèle des cocottes classiques en fonte de fer ou d'acier. Au XXIe siècle, cet ustensile connaît toujours une grande popularité dans les régions tropicales, notamment en Afrique et dans le Pacifique Sud. Ces marmites sont fabriquées artisanalement en différentes tailles, selon les besoins.
Les cocottes industrielles à revêtement anti-adhésif ont tendance à concurrencer les marmites « traditionnelles ». Cependant, les cuisiniers restent souvent attachés à cet ustensile et à sa robustesse, bien adaptée à la cuisson au feu de bois, qui a largement participé à sa popularité et reste un argument de vente.
Pendant des décennies, la Manufacture française de Saint-Étienne a commercialisé, via son célèbre catalogue Manufrance, des marmites en aluminium dites en « aluminium massif », en complément des marmites de types faitouts ou marmites hautes, en métal de moindre épaisseur. Les modèles ronds étaient référencés sous le nom de coquelle ronde avec des diamètres de 22, 24 ou 26 cm ; la coquelle ovale, destinée à la cuisson des gigots, avait un grand diamètre de 24, 26 ou 28 cm.

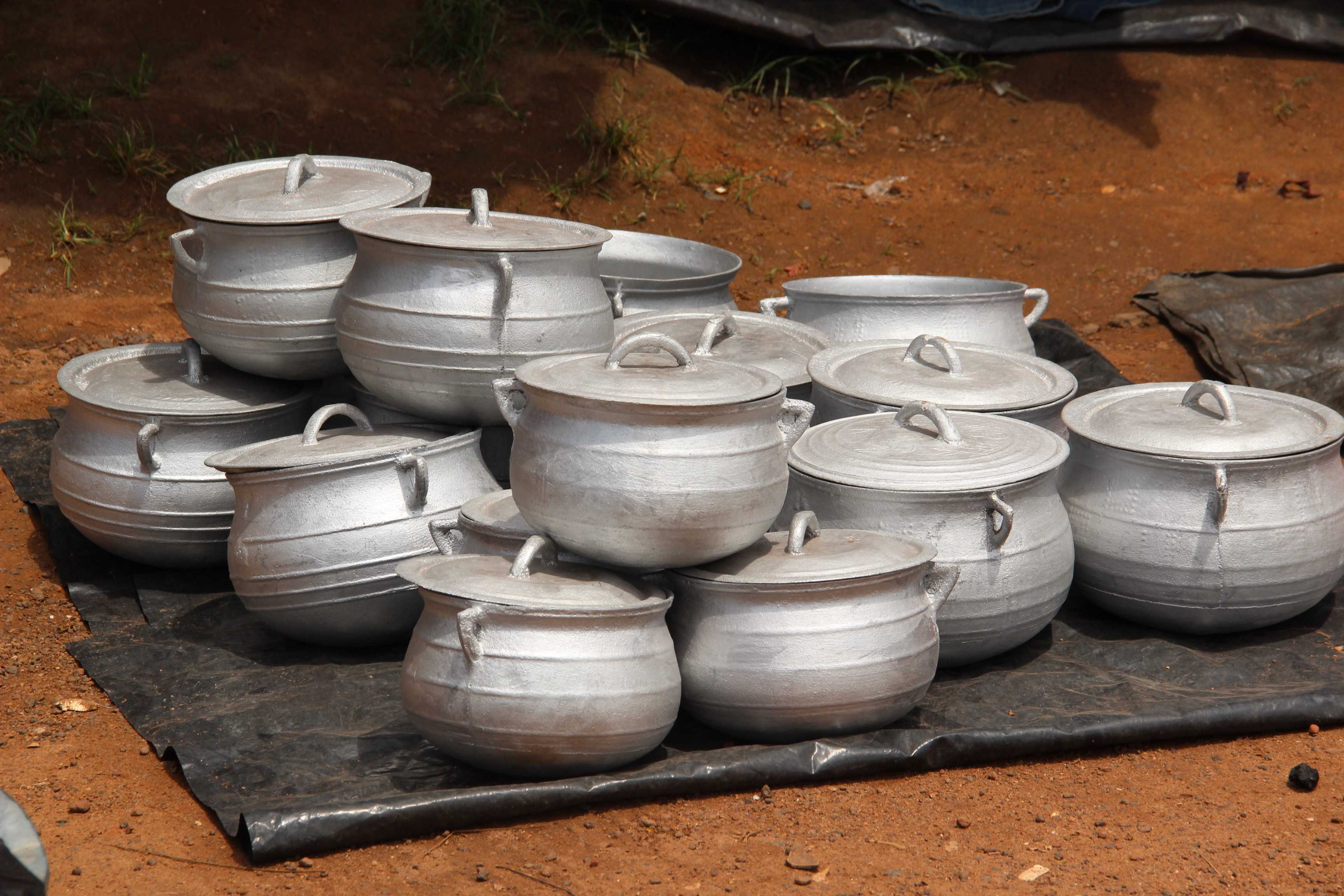
Marmites en aluminium, en Côte d'Ivoire.

La dernière usine française fabriquant des marmites en aluminium fondu a fermé dans les années 1980, mais la popularité de ce produit dans l'ensemble des départements et territoires outre-mer français a conduit les artisans et industriels de Polynésie française et d'Afrique centrale et équatoriale à en maintenir la production.
Bien souvent fabriquées à partir de ferraille recyclée issue de pièces automobiles, de boîtes de conserves, de déchets d'ordinateur ou industriels, les marmites artisanales peuvent cependant constituer un risque sanitaire important en raison d'une teneur en plomb trop élevée, comme cela a été mesuré au Vietnam ou à La Réunion. Les marmites de fabrication malgache présentes sur les marchés forains réunionnais sont ainsi interdites de commercialisation depuis septembre 2019,.